# 最上町
最上町（日语：／ Mogami machi */?）是位於日本山形縣東北部的町，隸屬於最上郡。北邊與秋田縣湯澤市接壤，最上小國川流經城鎮中心旁並往南注入最上川，全區則坐落於小國盆地内。由於當地四面被山岳包圍，因此也被稱為「小國鄉」。當地以農業為主，同時也致力於利用境內的溫泉與農場發展旅遊業。

## 地理
最上町坐落在被奧羽山脈包圍的小國盆地内，境內約80%的面積被森林覆蓋。北邊為軍澤岳和小鏑山等山岳，南邊則以山刀伐峠與尾花澤市相鄰；東邊以花立峠和田代峠與宮城縣大崎市接壤，西邊則是小又山與神室山等高山。發源於周邊山岳的明神川、絹出川、最上白川、滿澤川、杉之入澤川與大横川等河在町内匯流成最上小國川並往西流。

### 氣候
最上町春季至夏季的風向多偏西北西方，秋季由於高氣壓籠罩西部地區，因此當地多被強烈的西北風吹拂。平原地區每年的積雪深度為1至1.3公尺，山間地帶為1.5至2公尺。

## 歷史
元和8年(1622年) 最上氏遭改易後，松岡藩藩主戶澤政盛被加封出羽國的最上郡與村山郡共6萬石，並且入主新庄藩。最上地區也成為新庄藩的領地，並在向町地區設置問屋場。當時上方與松前藩的貨物透過最上川的河運輸送，並在舟形街道的清水河港將貨物卸下，最上地區因此成為將貨物從堺田越運往仙台藩的重要據點。同時新庄藩也在最上町的東部地區設置笹森口留番所，以便監督貨物的運送。

## 產業
最上町利用位於境內的赤倉溫泉、大堀溫泉與瀨見溫泉發展服務業，這3座溫泉的相關產業也正在發展當中。

## 交通

### 鐵路
境內有JR東日本的陸羽東線通過。
- 東日本旅客鐵道
  - 陸羽東線: 堺田站 - 赤倉溫泉站 - 立小路站 - 最上站 - 大堀站 - 鵜杉站 - 瀨見溫泉站

### 道路
- 一般國道
  - 國道47號